# Georges Madon
Pour les articles homonymes, voir Madon (homonymie).
Georges Félix Madon, né le 28 juillet 1892 à Bizerte et mort le 11 novembre 1924 à Bizerte, est un pilote de chasse français de la Première Guerre mondiale titulaire de 41 victoires homologuées, de 64 autres probables. Fait exceptionnellement rare en quatre années d'affrontements, tout comme cet autre as français qu'est René Fonck, il ne fut jamais blessé par balle aux commandes de son appareil.

## Biographie

### Enfance et débuts dans l'aviation
Né à Bizerte en Tunisie, orphelin de père à l'âge de six ans, Madon s'intéresse à l'aviation dès l'âge de quinze ans, lorsqu'il essaya pour la première fois de construire son propre avion, sans succès. Il quitta l'école en raison de la malaria qui l'affectait.
Envoyé à Paris pour étudier, il obtint son brevet de pilote civil à l'âge de dix-neuf ans, le 7 juin 1911 à l'école Blériot d'Étampes. 
Son désir de voler le poussa à envisager de s'engager comme pilote pour l'empire ottoman. En effet, l’empire d’Orient est en guerre contre l’Italie, et recrute des pilotes étrangers. Il sera arrêté sur le trajet par l’Italie, le soupçonnant d’être un mercenaire ottoman. Pour éviter toute crise diplomatique, il sera interné en Suisse (pays neutre) qui fera respecter le droit international. Il s’échappera et se fera réprimander par la France pour « ne pas avoir respecter le droit international ».
Après un échec, il s'engage le 12 mars 1912, dans l'armée.
Au 1er régiment du génie, 25e bataillon aérostier, de Versailles, il est affecté aux cuisines. Il insista pour suivre une formation de pilote.
Il reçoit son brevet de pilote militaire à la Base aérienne 702, d'Avord, le 12 mars 1913. Depuis 1982 cette Base aérienne porte son nom.

### Première Guerre mondiale
Avec le grade de caporal, il est l'un des pilotes militaires français les plus expérimentés lorsque la guerre éclate. Dans un premier temps, il est affecté à l'Escadrille BL 30 et effectue des missions de reconnaissance et de bombardement de nuit avec des Blériots produits avant-guerre. Le 11 mars 1914, il est sanctionné pour insubordination. Il figure parmi les premiers pilotes à effectuer des vols de nuit, missions qui lui étaient confiées en raison de son expérience. Cette dernière lui sauve la vie, quand le 30 octobre 1914, son moteur est détruit par un tir de canon de 77 mm. Il fallut à Madon une grande habileté pour faire atterrir son Blériot de l'escadrille BL 30, contre le vent, derrière les lignes françaises. Il est nommé sergent le 20 novembre 1914.
Le 5 avril 1915, alors qu'il doit rejoindre Toul avec son Farman (80 chevaux) de l'escadrille MF 44, un épais brouillard lui fait perdre ses repères et le contraint à se poser en Suisse : il est interné pendant plusieurs mois. Il parvient à s'échapper à la deuxième tentative, en décembre 1915, après avoir chloroformé son garde.
Il est ensuite affecté à l'Escadrille MF218, avec le grade de sergent. Les missions qui lui sont confiées consistent à diriger les tirs d'artillerie alliés. Il demande à être transféré dans un escadron de chasse.
Après une formation complémentaire à Pau et à Cazaux, il est affecté à l'Escadrille N38, le 1er septembre 1916. Il remporte sa première victoire aérienne le 28 septembre. À la fin de l'année 1916, son tableau de chasse comporte quatre victoires et il est promu au grade d'adjudant.
Il commence l'année 1917 en mitraillant une locomotive allemande. Le 2 juillet 1917, il est blessé au combat après être entré en collision avec un avion ennemi. À cette date, il compte déjà douze victoires. Entre-temps, le 14 juin 1917, il a reçu la grande médaille d'or de l'Aéro-Club de France avec d'autres pilotes de guerre, sans assister à la cérémonie. Le 22 août 1917, il est nommé sous-lieutenant. En octobre, Madon poursuit sa série de victoires homologuées dont le nombre s'élève désormais à dix-sept, auxquelles il convient d'ajouter vingt victoires probables. Il affectionne la couleur rouge, pour son appareil, qui lui vaut le surnom de "Diable rouge".
En mars 1918, son palmarès s'élève à vingt-cinq victoires homologuées. Il est nommé commandant de l'Escadrille Spa 38, qui est équipée avec de nouveaux SPAD XIII. Bien qu'à l'origine cette escadrille soit une unité de reconnaissance aérienne, la Spa 38 se bat avec vigueur. L'ensemble des pilotes adopte la devise de leur commandant « Qui s'y frotte s'y pique » ainsi que son insigne, un chardon noir, qu'ils peignent sur leurs avions.

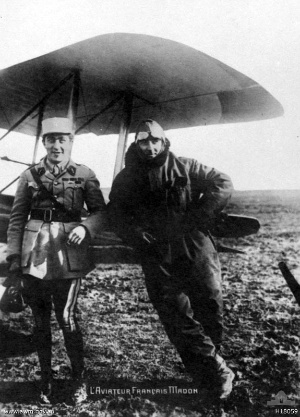
Madon appuyé contre un SPAD

Dans ses nouvelles fonctions, Madon forme les pilotes de son escadrille dont certains accèdent au titre d'as grâce aux conseils de leur commandant. Parmi eux il y a : André Martenot de Cordoux, Hector Garaud, et l'américain David Putnam.
À fin de la guerre, le lieutenant Madon est crédité de 41 victoires homologuées et de 64 victoires probables. Amer à propos du grand nombre de ces dernières, il fit une fois nonchalamment remarquer que «le Boche connaît ses pertes».
Il est promu au grade de capitaine à titre temporaire la veille de l'Armistice, avec la citation suivante:

« Madon Georges Félix, lieutenant à titre temporaire (active) du Génie, pilote aviateur, officier d'élite, pilote de chasse d'une indomptable énergie, d'une bravoure héroïque et d'une suprême habileté. Toujours vainqueur au cours d'innombrables combats engagés sans souci du nombre des adversaires, ni de l'éloignement de nos lignes, jamais atteint, même d'une seule balle, grâce à la rapidité foudroyante de ses attaques, à la précision de ses manœuvres, à l'infaillibilité de son tir, meurtri parfois dans des chutes terribles, entraîne inlassablement, par son splendide exemple, l'escadrille qu'il commande et qu'il illustre chaque jour par de nouveaux exploits. Le 11 août 1918, il abat son 40e avion ennemi. Une blessure. Chevalier de la Légion d'Honneur pour faits de guerre. Dix-neuf citations. »

À une époque où l'espérance de vie des pilotes de chasse se mesurait en mois, Madon enchaîne quatre années de victoires.

### Mort
Une fois la paix revenue, Madon démobilisé le 5 octobre 1919 tente des activités civiles. En 1922, il commence une carrière de pilote de course aérienne avec un monoplace spécialement conçu pour la Coupe Deutsch de la Meurthe. Le Simplex monoplan qu'il pilote est équipé d'un moteur Hispano-Suiza de 320 chevaux monté dans un fuselage court. La vue du pilote est sérieusement limitée par la position du siège, situé derrière le radiateur. Madon s'écrase aux commandes de l'avion pendant un vol d'essai et est gravement blessé.
En avril 1924, il obtient sa réintégration au 4e groupe d'aviation d'Afrique. Le 11 novembre 1924, six années après la signature de l'Armistice, Georges Madon se tue lors d'une démonstration de vol à Bizerte (Tunisie) en hommage à Roland Garros, lors de l'inauguration d'un monument élevé à la mémoire de l’aviateur. En panne sèche[réf. nécessaire], il s'écrase sur le toit d'un immeuble, non loin du monument, afin d'éviter la foule. Il était âgé de 32 ans.
Sa sépulture se trouve au cimetière parisien de Bagneux (Division 30, rang 11, tombe 19).

## Décorations et hommages
- Officier de la Légion d'honneur.
- Croix de guerre 1914–1918 (17 palmes et 2 étoiles de bronze, 1 étoile de vermeil).
- Médaille militaire.
- Médaille de bronze de l'Al Valore militare (Italie) (Bronze)
- Virtutea militara de 1re classe (Roumanie).
- Nichan Iftikhar, officier de 3e classe (Tunisie).
- Military Cross (Angleterre).
- Médaille interalliée.
- Médaille commémorative de la Grande Guerre.
- 20 citations.
- La Base aérienne 702 d'Avord porte son nom « Capitaine Georges Madon ».
- La promotion 1961 de l'École de l'air porte son nom[12].
- Une stèle inaugurée le 11 novembre 1927 à Bizerte rappelle son souvenir, à la Base aérienne d'Avord[13],[14].
- De nombreuses rues portent son nom (Le Mans, Reims, Châlons-en-Champagne, Paris).

## Sources et bibliographie
- Jacques Mortane, La guerre des Ailes : Traqués par l'ennemi, chap. X : Évadés de Suisse : Georges Madon et Eugène Gilbert, Baudinière, 1929, p. 151-181
- (en) Jon Guttman, SPAD VII aces of World War 1, Oxford, Osprey Aviation, coll. « Osprey aircraft of the aces » (no 39), 2001, 96 p. (ISBN 1-84176-222-9 et 978-1-841-76222-7, lire en ligne), p. 24–26
- Daniel MARQUIS, Le Diable Rouge; L'AS Georges-Félix MADON, Bernard Giovanangeli éditeur, 2018  (ISBN 978-2-7587-0221-4)
- Daniel MARQUIS, Comment j'ai fait la guerre; Mémoire de guerre du capitaine Georges-Félix MADON, Édition La Bouinotte, 2022,  (ISBN 978-2-36975-202-8)